# Kyslivka
Kyslivka (en ukrainien : Кислівка et russe : Кисловка) est un village du raïon de Koupiansk de l'oblast de Kharkiv, dans l'est de l'Ukraine, situé à environ 120 km au sud-sud-est ( SSE ) du centre de la ville de Kharkiv. Elle fait partie de la hromada rurale de Petropavlivka, l'une des hromadas d'Ukraine.

## Données démographiques
Selon le recensement ukrainien de 2001, la colonie comptait 956 habitants. Leurs langues maternelles étaient à 92,02 % l'ukrainien, 7,67 % le russe, 0,21 % le biélorusse et 0,10 % l'arménien. 

## Histoire
La colonie a été le théâtre d'intenses combats lors de l'invasion russe de l'Ukraine. La Russie affirme avoir capturé le village le 8 mai 2024.